# Ново-Кузюгская
Ново-Кузюгская — опустевшая деревня в составе Опаринского района Кировской области. 

## География
Находится на расстоянии примерно 19 километров по прямой на юг от районного центра поселка Опарино.

## История
Известна с 1859 года, когда вней было учтено 2 двора и 17 жителей. В 1926 году 23 двора и 130 жителей, в 1950 году дворов 24 и жителей 52, в 1989 году 14 постоянных жителей. До 2021 года входила в Вазюкское сельское поселение Опаринского района, ныне непосредственно в составе Опаринского района. 

## Население
Постоянное население  составляло 3 человека (русские 100%) в 2002 году, 0 в 2010.